# Південно-Західне гірничопромислове управління та ВТТ Єнісейбуду
Південно-Західне гірничопромислове управління та ВТТ Єнісейбуду — підрозділ системи виправно-трудових установ СРСР.
Організований 20.07.49;

закритий 08.12.52 (реорг. в Сорське табірне відділення ВТТ «ДС»).

## Підпорядкування і дислокація
- Єнісейбуд МВС від 20.07.49;
- УВТТ «ДС» Єнісейбуд з 16.10.51.

Дислокація: Красноярський край, Хакаська а.о., Усть-Абаканський р-н, с.Сора (нині м.Сорськ)

## Виконувані роботи
- буд-во Сорського молібденового комб., Канашського мідного і Туімського вольфрамового рудоуправлінь, Кіяли-Узеньського мідного, Юлінського мідно-свинцевого, Калтаровського мідно-молібденового рудників,
- обслуговування геологорозвідувальних і пошукових робіт,
- лісозаготівлі, с/г роботи,
- буд-во ТЕЦ і збагачувальної ф-ки на Сорському молібденовому комбінаті.

## Чисельність з/к
- штатна на 1949 р.- 5000,
- планова на 07.51 - 7500